# 보로보셀로 전투
1991년 5월 2일 보로보셀로 전투(Battle of Borovo Selo), 크로아티아어로 보로보셀로 학살(크로아티아어: Pokolj u Borovom Selu), 세르비아어로 보로보셀로 사건(세르비아어: Инцидент у Боровом Селу)은 크로아티아 독립 전쟁 초기에 일어난 무력 분쟁 사건 중 하나이다. 이 충돌은 3월 이후 파크라츠, 플리트비체 호수에서의 무장 충돌에 이어서 수개월 간 고조된 인종간 갈등, 폭력 등이 벌어저 일어난 사건이다. 부코바르 바로 북쪽에 있는 세르브인 다수 거주 마을인 보로보에서 양 측의 충돌이 일어난 것은 마을에 걸어져 있는 유고슬라비아의 국기를 크로아티아의 국기로 교체하러는 시도 때문이었다. 크로아티아 경찰관 4명이 독단적으로 이런 시도를 한 결과 세르브계 크로아티아인 민병대에게 경찰관 2명이 붙잡혔다. 크로아티아 정부는 포로 구출을 위해 추가 경찰을 파견하였으며 경찰은 매복 공격을 감행했다. 유고슬라비아 인민군(JNA)이 개입해 충돌이 끝나기 전까지 크로아티아 경찰 12명과 세르브인 민병대원 1명이 사망하였다.
보로보셀로의 충돌로 크로아티아의 전반적인 상황이 악화되었으며 크로아티아인과 세르비아인은 서로를 공공연하게 공격하고 국가의 적이라고 비난하였다. 크로아티아에서는 이 사건으로 사망한 크로아티아 경찰관의 시신이 일부 훼손되었다는 소문이 전해지면서 매우 도발적인 상황으로 받아들여졌다. 보로보셀로 충돌은 고조되고 있는 갈등이 정치적으로 해소될 수 있다는 희망을 사라지게 하였고 전쟁을 피할 수 없게 만들었다. 전투 수 일 후 연방 대통령직 회의가 열렸으며 이 이상의 충돌을 막기 위해 유고 인민군을 배치한다는 안건을 승인하였다. 유고 인민군의 주둔에도 불구하고 인근 지역에서의 교전은 계속되었다. 전후 이 전투에 참여했던 전 준군사 사령관인 밀란 마린코비치가 포로로 잡은 크로아티아 경찰관 2명을 불법 고문하는 등 전쟁 범죄 혐의로 기소되었고 징역 3년형을 선고받았다. 하지만 학대에 가담한 나머지 4명은 크로아티아 밖에 있어 판결을 하지 못한 상태이다.

## 배경
크로아티아 사회주의 공화국에서 열린 1990년 크로아티아 총선거에서 크로아티아 민주연합(HDZ)이 압승하면서 세르브인과 크로아트인 사이 민족 갈등이 악화되었다. 유고슬라비아 인민군은 저항을 최소화하기 위해 크로아티아 영토방위군(TO)의 무기들을 압수하였다. 1990년 8월 17일에는 양 민족 간 갈등이 세르비아계 크로아티아인의 대대적인 반란으로 나타나기 시작했으며, 크닌(스플리트에서 동북쪽으로 약 60 km 떨어진 도시) 인근 달마티아 고원의 세르브계 다수 거주 지역을 중심으로 리카, 코르둔, 바노비나, 동슬라보니아에서 반란이 일어났다.
1990년 7월, 각 지역의 세르브인들이 세르비아 국가위원회를 세워 유고슬라비아에서 크로아티아의 독립 정책을 밀고 나가는 크로아티아의 대통령 프라뇨 투지만에 대한 반대 운동을 본격적으로 시작하였다. 크닌 출신의 치과의사인 밀란 바비치가 위원회 의장으로 추대되었으며 크닌 경찰서장 밀란 마르티치는 다수의 준군사 민병대를 수립하기 시작하였다. 두 사람은 크로아티아 내 세르브인 다수 거주 지역을 통합한 자칭 독립국인 크라이나 세르비아인 자치주(SAO 크라이나)을 세워 크로아티아 내 세르브인 지역의 정치 및 군사적 지도자가 되었다. 1991년 3월에는 세르비아 정부의 지원을 받은 SAO 크라이나가 세르브인이 밀집해 있는 크로아티아 지역의 통제를 강화하기 시작했으며 처음에는 세르비아계 저항 세력과 크로아티아 특수경찰 사이 무혈 충돌이 일어났으며 플리트비체 호수 사건에서는 양 측의 충돌로 최초로 사망자가 발생하였다.
1991년 초 크로아티아는 정규군 병력이 없었다. 크로아티아는 병력 강화를 위해 경찰 인력을 약 2만 명으로 증강하였다. 경찰 중 가장 규모가 큰 곳은 12개 대대 3천 명 병력으로 구성되어 군사 조직을 도입한 크로아티아 특수경찰 세력이었다. 또한 크로아티아 각지에 16개 대대 10개 중대로 구성된 9천 명-1만 명으로 구성된 지역 예비경찰 조직도 도입되었다. 다만 예비경찰은 무기가 부족하였다.

## 전조

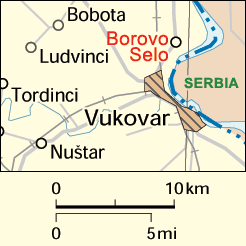
보로보셀로의 위치.

1991년, 세르비아 맞은 편 도나우강 건너편에 있는 마을인 보로보셀로는 부코바르 시의 일부분이었다. 부코바르 시내는 크로아트인 47.2%, 세르브인 32.2%로 두 민족이 거의 엇비슷하게 살고 있었지만 이 외 주변 지역의 작은 마을들은 보통 한쪽 민족으로 쏠려서 몰려 살고 있는 경우가 많았다. 인근 마을 중 14개 마을이 크로아트인 다수, (보로보셀로 포함) 10개 마을이 세르브인 다수, 2개 마을이 루테니아인 다수, 나머지 2개 마을만 민족구성이 섞여 있었다.
민족 간 긴장이 악화되고 있는 가운데 보로보셀로 마을은 플리트비체 호수 사건이 일어난 바로 다음 날인 4월 1일 바리케이드를 쳤다. 이틀 후 부코바르에 주둔한 유고 인민군 부대는 전투 태세를 최고 수준으로 격상하였다. 이른 아침 크로아트인과 세르브인은 협정을 맺어 크로아티아 경찰은 각 지역의 세르비아 행정부의 명시적인 동의 없이는 보로보셀로에 들어가지 않겠다고 합의하였다. 4월 14일 보로보셀로에서 정치 집회가 열렸으며 월말 무렵이 되면 상황이 변덕스러워졌다. 당시 집회의 연사였던 세르비아 급진당(SRS)의 당수 보이슬라브 셰셸, 세르비아 국민의회의 의원 밀란 파로슈키, 세르비아 종교 및 디아스포라부 장관인 스탄코 치비얀 등은 모든 세르브인이 단일 국가로 모아 뭉치는 대세르비아의 수립을 주장하였다. 이들은 일주일 후 오시예크 북쪽에 있는 마을인 야고드냐크로 가서 비슷한 연설과 함께 공공연하게 크로아트인을 죽여야 한다고 말했다.
여기에 4월 중순 현지 민병대 지휘관 부카신 쇼슈코차닌의 요구로 보로보셀로에 흰 독수리 민병대 병력이 도착하였다. 준군사들은 세르비아 내무부가 직접적으로 무장을 시키거나 세르비아 정부의 승인을 얻어 SAO 크라이나 정부와 연계된 민병대가 무장을 시켰다. 1991년 4월 말까지 보로보셀로에 주둔한 흰 독수리 민병대에는 세르비아 국가재건당 세력과 연관된 권능의 두샨 민병대 병사들과 합세하였다.
4월 말, 보로보셀로 외곽의 크로아티아 지역에서 마을을 향해 아름브루스트 미사일이 날라왔다. 이 사건은 증언별로 말이 서로 다른데, 일부에서는 보로보셀로 외곽에서 바리케이드 역할을 하는 농기계를 향해 수 차례 총격이 있었다고 말하기도 한다. 또 다른 주장으로는 민족 간 긴장감을 증폭시키기 위해 누군가가 마을을 향해 미사일 3발을 발사했다고 주장하기도 한다. 로켓 중 하나는 집을 맞췄으며 다른 미사일 하나는 불발한 채로 들판에 떨어졌다. 이 공격으로 인한 사상자는 없다. 이후 라디오-텔레비전 베오그라드는 로켓 발사 영상을 공개하면서 이는 크로아티아측이 공격한 것이라고 단정해 민족 간 긴장을 악화시켰다. 이 미사일은 오시예크 경찰서장인 요시프 레이흘키르가 이끌어 현장으로 진출한 한 무리가 발사한 것으로 후에 크로아티아 비정규군에게 살해당했다. 크로아티아의 내무부 장관인 요시프 볼코바츠는 이후 이 단체에 크로아티아의 국방부 차관 고이코 슈샤크, 브라니미르 글라바시, 비체 부코예비치 등이 포함되었다고 밝혔다. 슈샤크는 이 사건과는 아무런 관계가 없다고 주장했으나 당시 그 지역에 있었다는 사실 자체는 인정하였다. 당시 내무부 산하 예비군 사령관이었던 니콜라 야만은 이후 자신이 사건을 주동했다고 밝혔으며 슈샤크, 글라바시, 부코예비치가 연류되었다는 주장을 부정하였다. 야만은 이 행동은 레이흘키르와 함께 기획한 것이라고 주장하였다.

## 전개
1991년 5월 1일 저녁, 크로아티아 경찰 4명이 독단적으로 마을에 계양되어 있는 유고슬라비아의 국기를 크로아티아의 국기로 교체하기 위해 보로보셀로로 진입하였다. 진입 시도로 무장 충돌이 일어났다. 경찰관 2명은 부상을 입고 포로가 되었으며, 나머지 2명은 경미한 부상(1명은 발에 부상, 나머지 1명은 머리에 찰과상)을 입고 도주하였다. 크로아티아 내무부 장관은 경찰은 사건 당시 달과 보로보셀로를 잇는 도로를 순찰하고 있었다고 밝혔다. 이 경찰관들은 오시예크 경찰서에 소속된 경찰이었으나 부코바르 시구에 대한 행정권한을 받은 빈코브치 경찰청은 부코바르 경찰서에게 이 사건에 대해 쇼슈코차닌과 접촉하라고 명령하였다. 부코바르 경찰서는 그 날 오전 4시 30분 경에 연락을 취했으나 쇼슈코차닌은 자신은 아직 아는 것이 아무것도 없다고 답했다. 오전 9시 경 빈코브치의 경찰서장 요시프 자야는 쇼슈코차닌에게 직접 전화를 걸었고 역시 같은 대답을 받았다. 30분 후 레이흘키르가 쇼슈코차닌과 접촉하고 나서야 이 사건을 확인하였으며 경찰이 지역 주민을 향해 총을 쏴 1명이 부상을 입었다고 말했다.
레이흘키르와 자야는 보로보셀로에 추가 인원을 파견해야 한다는 결론을 내렸다. 쇼슈코차닌은 경찰관이 백기를 든 채로 안전하게 통행시켜 주겠다고 말했다. 이후 2-30명에 달하는 추가 경찰이 보로보셀로로 파견되었다. 경찰들은 백기를 든 채 접근하였으나 준군사 및 지역 민병대의 매복 공격을 받았다. 오시예크와 빈코브치에서 150명의 추가 경찰이 파견되어 증원군으로 투입되었다. 빈코브치에서 파견된 병력은 보로보셀로에 도착하여 매복공격을 받았으나, 오시예크에서 달을 거쳐 파견된 지원군은 보로보셀로 북쪽의 바리케이드에 막혀 마을 안으로 진입하는 데 실패했다. 이어 오후 2시 30분까지 총격전이 이어졌고 달 마을에서 유고 인민군의 병력수송장갑차(APC) 7대가 마을로 이동하였다. 보소보셀로 바로 남쪽에 있는 보로보나셀레를 통해 온 유고 인민군 장갑차는 크로아트인 여성들이 장갑차를 움직이지 못 하게 막으면서 진군이 멈췄다.

## 여파

### 사상자
매복 공격으로 크로아티아 경찰 12명이 사망하고 21명이 부상을 입었다. 포로로 붙잡혔던 경찰관 2명은 다뉴브강을 건너 노비사드로 이송되었으나 석방되어 5월 2일 오시예크로 귀환하였다. 세르브인 민병대에서는 발레보에서 온 민병대 병사 보이슬라브 밀리치 1명만이 사망하였다. 그 외 민병대원 4명이 부상을 입었다. 보로보셀로에서 사망한 경찰 중 일부는 시신의 귀가 잘리고 눈이 튀어나왔으며 목이 베인 채 발견되었다. 이런 시신 훼손 행위는 민족 간 증오심을 부추기기 위해 한 일이었다.

### 무장 충돌의 악화
보로보셀로의 충돌 이후 투지만 대통령의 참모들은 유고슬라비아에서의 즉각적인 독립을 주장하였으며 크로아티아가 보기에 사실상 세르비아의 편으로 보이는 유고 인민군에 대한 보복 공격을 주장하였다. 5월 3일, 투지만은 세르비아와 크로아티아가 사실상 전쟁을 벌이고 있지만 국제 사회가 폭력 행위를 그만두기 바란다고 말했다. 크로아티아의 역사학자 다보르 마리얀은 투지만 대통령이 유고 인민군에게 보복 공격을 하지 않기로 결정한 것이 당시에는 거의 반역에 가까운 비겁한 행위로 비난받으면서 비난 여론이 거세지고 마르틴 슈페겔이 국방부 장관 직에서 사임으로 이어졌다고 말했다. 그럼에도 불구하고 나중에 유고슬라비아 해군 제독인 브란코 마물라가 인정한 것처럼 크로아티아가 전쟁에 대비하기 위해 매우 필요한 시간을 벌어 준 중요한 결정이었다고 이어나갔다. 보로보셀로 사건은 크로아티아 대중을 충격에 빠뜨렸으며 여론이 대대적으로 변화해 크로아티아의 언론들이 부추긴 세르브인의 악마화를 부추겼다. 세르브인들은 그냥 한데 묶여서 "체트니크", "테러리스트", "크로아티아의 적"으로 불렸다. 비슷하게 세르브인들은 크로아트인들을 "우스타샤", "세르브인의 공적" 등으로 불렀다. 이렇게 갈등이 악화되면서 전면전을 정치적으로 해결해 피할 수 있다는 희망은 점차 사라졌다. 사건 이후 양 측은 모두 전쟁을 피할 수 없는 것처럼 받아들였다.
5월 8일에서 9일 사이, 유고슬라비아 연방 대통령직이 소집되어 보로보셀로에 있었던 사건에 대해 논의하였고 유고 인민군의 추가 개입 요청을 심의하였다. 이 회의에는 유고슬라비아 사회주의 연방공화국 내 모든 산하 공화국 대통령직이 참석하였다. 크로아티아 지도부는 민족 간 긴장이 고조되고 있는 지역에 유고 인민군을 주둔하는 것을 허용하였다. 5월 9일, 연방 정부와 크로아티아 정부의 각 대표가 부코바르에서 회동을 가졌다. 크로아티아 정부 대표가 "테러리스트와의 협상을 거부한다"고 가지 않은 것과는 달리 연방 정부 대표단은 보로보셀로를 방문하였다. 보로보셀로에서의 충돌에 대응하여 유고 인민군은 오시예크에서 제12 프롤레타리아 기계화 여단의 일부를, 스렘스카미트로비차 지역에서 제453 기계화 여단 하에 있는 제1 기계화 대대를 각각 부코바르 지역으로 재배치하였다. 동시에 제36 기계화 여단 하의 제2 기계화 대대가 수보티차에서 빈코브치로 재배치되었다. 유고 인민군의 주둔에도 불구하고 양 민족 간의 교전은 8월 말 부코바르 전투가 시작될 때까지도 계속 이어졌다.

### 추모 논란 및 기소

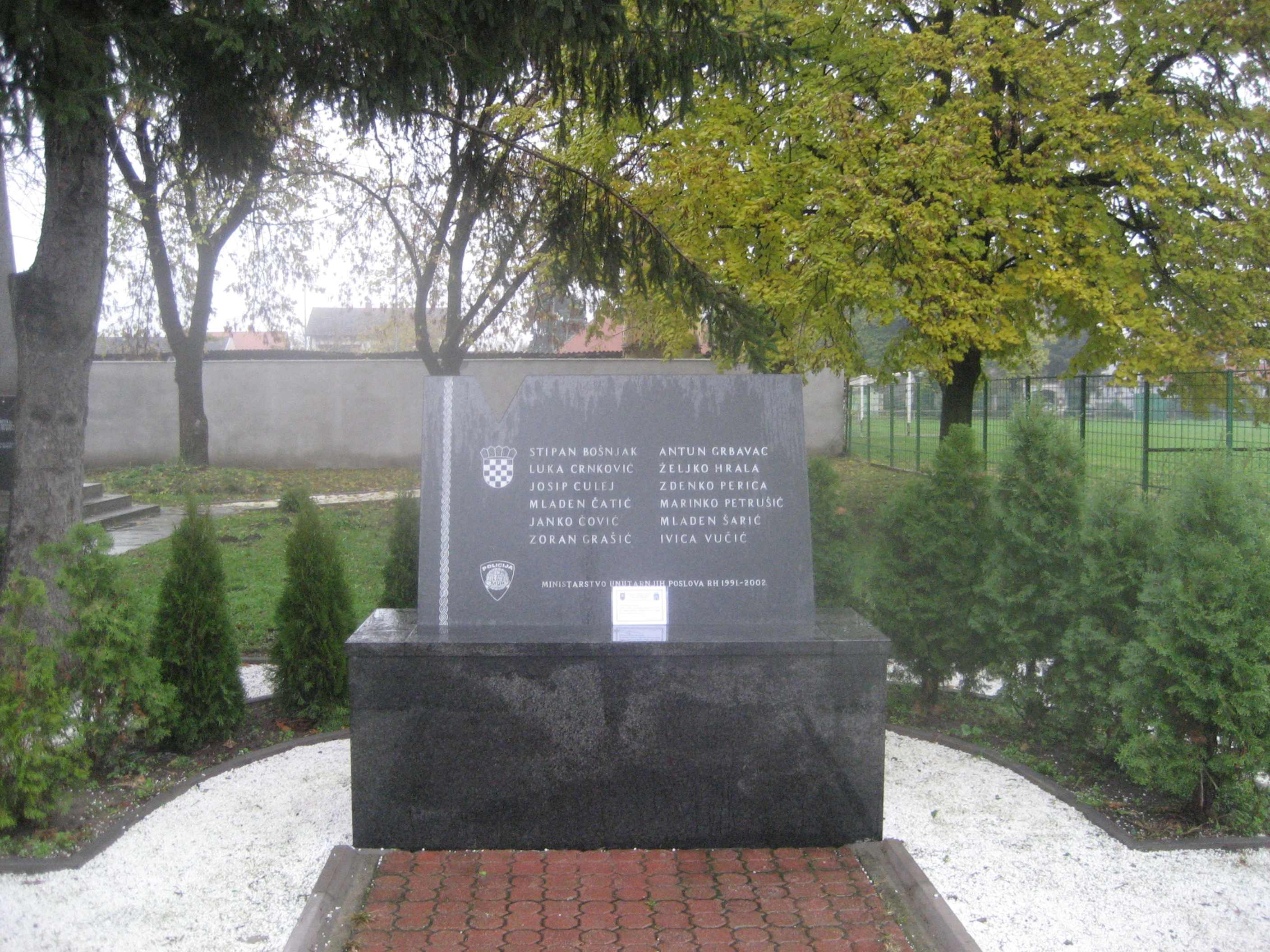
2012년에 촬영한 보로보셀로 추모비.

1996년에서 1998년 사이 에르두트 협정으로 크로아티아로 행정권을 넘기기 전에 임시로 설립된 유엔의 과도통치기구인 유엔 동슬라보니아, 바라냐 및 서시르미움 잠정통치기구에서 3곳의 크로아티아 비정부 기구가 보로보셀로 입구 공유지에 추모비를 세웠으나 얼마 지나지 않아 파괴되었다. 2002년에는 마을 중앙에 새로운 추모비가 세워졌으나 완공 직후에 이 비도 파괴되었다. 2012년에는 보로보셀로 전투로 사망한 크로아티아 경찰관 12명의 이름이 적힌 새로운 명판이 있는 추모비가 세워졌으나 이 역시 훼손 및 파괴의 대상이 되었다. 지역 내의 세르브계 정치인들은 추모비 파괴 행위에 대해 비판하였으나 일부는 더러 추모비들이 1991년 보로보셀로에 있었던 세르브계 군사를 "세르브인 테러리스트"로 낙인찍어 세르브인 소수 민족에게 큰 불쾌감을 주고 전체 사회가 유죄로 선고하고 찍어누른다고 비판하였다.
2012년 2월, 크로아티아의 오시예크 지방법원은 당시 포로로 붙잡은 경찰관 2명을 학대한 혐의로 밀란 마린코비치를 전쟁 범죄로 유죄 판결을 내려 징역 3년 6개월 형을 선고하였다. 2014년 마린코비치는 항소심에서 3년형으로 감경되었다. 경찰관의 학대와 관련하여 4명의 남성이 추가로 기소되었다. 이들 4명은 크로아티아 외 해외 지역에 거주하고 있기 때문에 크로아티아 사법부의 기소 대상에서 벗어났다.

## 참고 문헌
서적
- Bjelajac, Mile; Žunec, Ozren (2012). 〈The War in Croatia, 1991–1995〉.   Ingrao, Charles; Emmert, Thomas A. 《Confronting the Yugoslav Controversies: A Scholars' Initiative》. West Lafayette, Indiana: Purdue University Press. 232–273쪽. ISBN 9781557536174.
- Central Intelligence Agency, Office of Russian and European Analysis (2002). 《Balkan Battlegrounds: A Military History of the Yugoslav Conflict, 1990–1995》. Washington, D.C.: Central Intelligence Agency. OCLC 50396958.
- Crnobrnja, Mihailo (1996). 《The Yugoslav Drama》. Montreal, Quebec: McGill-Queen's University Press. ISBN 9780773566156.
- Čuljak, Tihomir (2003). 《Rat》 [War] (크로아티아어). Osijek. ISBN 953-98383-2-0.
- Donia, Robert J.; Van Antwerp Fine, John (1994). 《Bosnia and Hercegovina: A Tradition Betrayed》. London, England: C. Hurst & Co. ISBN 9781850652120.
- Grandits, Hannes; Leutloff, Carolin (2003). 〈Discourses, Actors, Violence: The Organisation of War-Escalation in the Krajina Region of Croatia 1990–91〉.   Koehler, Jan; Zürcher, Christoph. 《Potentials of Disorder: Explaining Conflict and Stability in the Caucasus and in the Former Yugoslavia》. Manchester, England: Manchester University Press. 23–45쪽. ISBN 9780719062414.
- Hoare, Marko Attila (2010). 〈The War of Yugoslav Succession〉.   Ramet, Sabrina P. 《Central and Southeast European Politics Since 1989》. Cambridge, England: Cambridge University Press. 111–136쪽. ISBN 9781139487504.
- Hockenos, Paul (2003). 《Homeland Calling: Exile Patriotism & the Balkan Wars》. Ithaca, New York: Cornell University Press. ISBN 9780801441585.
- Marijan, Davor (2004). 《Bitka za Vukovar》 [Battle of Vukovar] (크로아티아어). Zagreb: Hrvatski institut za povijest. ISBN 9789536324453.
- Nation, R. Craig (2003). 《War in the Balkans, 1991–2002》. Carlisle, Pennsylvania: Strategic Studies Institute. ISBN 9781584871347.[깨진 링크(과거 내용 찾기)]
- Nazor, Ante (2007). 《Počeci suvremene hrvatske države: kronologija procesa osamostaljenja Republike Hrvatske: od Memoranduma SANU 1986. do proglašenja neovisnosti 8. listopada 1991》 [Beginnings of the Modern Croatian State: A Chronology of the Independence of the Republic of Croatia: from 1986 SANU Memorandum to the Declaration of Independence on 8 October 1991] (크로아티아어). Zagreb, Croatia: Croatian Homeland War Memorial Documentation Centre. ISBN 9789537439019.
- Pullan, Wendy; Baillie, Britt (2013). 《Locating Urban Conflicts: Ethnicity, Nationalism and the Everyday》. Basingstoke, England: Palgrave Macmillan. ISBN 9781137316882.
- O'Shea, Brendan (2012). 《Perception and Reality in the Modern Yugoslav Conflict: Myth, Falsehood and Deceit 1991–1995》. London, England: Routledge. ISBN 9780415650243.
- Ramet, Sabrina P. (2002). 《Balkan Babel: The Disintegration of Yugoslavia From the Death of Tito to the Fall of Milošević》. Boulder, Colorado: Westview Press. ISBN 9780813339870.
- Repe, Božo (2009). 〈Balkan Wars〉.   Forsythe, David P. 《Encyclopedia of Human Rights, Volume 1》. Oxford, England: Oxford University Press. 138–147쪽. ISBN 9780195334029.
- Silber, Laura; Little, Allan (1996). 《The Death of Yugoslavia》. London, England: Penguin Books. ISBN 9781575000053.
- Štitkovac, Ejub (2000). 〈Croatia: The First War〉.   Udovicki, Jasminka; Ridgeway, James. 《Burn This House: The Making and Unmaking of Yugoslavia》. Durham, North Carolina: Duke University Press. 154–174쪽. ISBN 9780822325901.
- Thomas, Robert (1999). 《Serbia Under Milošević: Politics in the 1990s》. London, England: C. Hurst & Co. ISBN 9781850653417.
- Thompson, Mark (1999). 《Forging War: The Media in Serbia, Croatia, Bosnia and Hercegovina》. Luton, England: University of Luton Press. ISBN 9781860205521.

주요 저널 연구
- Marijan, Davor (October 2002). “Bitka za Vukovar 1991.” [Battle of Vukovar]. 《Scrinia Slavonica》 (크로아티아어) (Croatian Historical Institute – Department of History of Slavonia, Srijem and Baranja) 2 (1): 367–402. ISSN 1332-4853.
- Marijan, Davor (May 2012). “The Sarajevo Ceasefire – Realism or strategic error by the Croatian leadership?”. 《Review of Croatian History》 (Croatian Institute of History) 7 (1): 103–123. ISSN 1845-4380.
- Sučić, Stjepan (June 2011). “Značaj obrane Vukovara u stvaranju hrvatske države” [Significance of Vukovar Defence in Creation of the Croatian State]. 《National Security and the Future》 (크로아티아어) (St. George Association, Zagreb) 12 (3): 11–69. ISSN 1332-4454.

뉴스 르포
- Butigan, Sanja ( 2 June 2012). “Na spomenik ubijenim redarstvenicima četiri "S" ispisao mladić (20) iz Borova” [A 20-Year Old Youth from Borovo Writes Four S-es on the Monument to the Killed Constables]. 《Glas Slavonije》 (크로아티아어) (Osijek, Croatia). ISSN 0350-3968. 3 November 2013에 원본 문서에서 보존된 문서.
- Čizmić, Martina (13 February 2009). “Josip Boljkovac: Hrvatska je prva napala Srbe” [Josip Boljkovac: Croatia Attacked Serbs First]. 《Nacional》 (크로아티아어) (Zagreb, Croatia). ISSN 1331-8209.  4 November 2013에 원본 문서에서 보존된 문서. 24 September 2013에 확인함.
- Deželić, Vanja (10 May 2012). “Puhovski: Spomen ploča u Borovu Selu osuđuje srpske teroriste, a ne Srbe kao manjinu” [Puhovski: Borovo Selo Memorial Plaque Condemns Serb Terrorists Rather Than Serbs as a Minority] (크로아티아어). Zagreb, Croatia: Politika Plus. 3 November 2013에 원본 문서에서 보존된 문서.
- Pavelić, Boris (2012년 2월 1일). “Milan Marinkovic Sentenced for War Crimes in Borovo Selo”. Balkan Insight. 2015년 8월 17일에 원본 문서에서 보존된 문서.
- Prusina, Tomislav (2009년 2월 11일). “Jaman: Boljkovac laže” [Jaman: Boljkovac is lying]. 《Jutarnji list》.
- Mikola, Danijela (2014년 5월 2일). “Nitko nije kažnjen: U Borovu Selu ubijeno 12 redarstvenika” [No Justice: 12 Police Officers Killed in Borovo Selo]. 《24sata.hr》.
- “Roads Sealed as Yugoslav Unrest Mounts”. 《The New York Times》 (New York City). Reuters. 19 August 1990. ISSN 0362-4331. 21 September 2013에 원본 문서에서 보존된 문서.
- “Tri godine zatvora za mučenje hrvatskih redarstvenika 1991.” [Three years in prison for the torture of two Croatian policemen in 1991]. 《Glas slavonije》. 2014년 5월 14일.

기타 자료
- “Memorijal 12 redarstvenika, 2008.” [12 Constables Memorial, 2008] (크로아티아어). Ministry of the Interior (Croatia). 2008. 25 September 2013에 원본 문서에서 보존된 문서.
- “The Prosecutor vs. Milan Martic – Judgement” (PDF). International Criminal Tribunal for the former Yugoslavia. 2007년 6월 12일.